# Charles W. Fairbanks
Charles Warren Fairbanks (n. 11 mai 1852 - d. 4 iunie 1918) a fost un politician american, vicepreședinte al Statelor Unite ale Americii între 1905 și 1909, sub președinția lui Theodore Roosevelt.